# Michiel de Ruyter
Michiel de Ruyter o Michiel Adriaenszoon de Ruyter (Vlissingen, 24 de març de 1607 - 29 d'abril de 1676) fou un almirall neerlandès. Va participar en la Primera Guerra anglo-Holandesa (1652-1654) a les ordres de Maarten Tromp. Després d'intervenir a favor de Dinamarca en la pugna sueco-danesa per la possessió dels estrets bàltics, va combatre novament contra la marina anglesa (1664-1667). Vencedor a la batalla dels Quatre Dies (1666), va realitzar una audaç incursió pel Tàmesi que va obligar a Anglaterra a signar el Tractat de Breda (1667). Durant la guerra francoholandesa va ser ferit mortalment per la flota francesa a les costes sicilianes.

## Biografia
Michiel Adriaenszoon va néixer el 24 de març de 1607 a Vlissingen (Zelanda), d'una humil família. La seva relació amb el mar provenia del seu pare qui havia estat mariner. Va ser el quart d'onze fills i des de petit va demostrar un alt esperit emprenedor i d'ambició. Anys més tard ell mateix assenyalava que «no era bo per a res excepte per al mar».
Als onze anys (1618) es va unir a un vaixell com a contramestre. La major part dels següents trenta-dos anys els va passar a la marina mercant encara que el 1622 es va unir com a voluntari a l'exèrcit com a artiller; als pocs mesos, però, va regressar a la marina mercant. Durant la seva experiència com a mariner va ser ferit al cap i fet presoner per corsaris espanyols al golf de Biscaia. Va poder escapar dels seus captors amb dos altres mariners i va tornar a casa travessant França.
El 1631 es va casar amb la filla d'un granger anomenada Maayke Velders. El matrimoni va durar poc, fins a finals de l'any, quan Maayke va morir després de donar a llum una filla, que va seguir la seva mare en la mort tres setmanes més tard.
Va utilitzar per primera vegada el nom «Ruyter» el 1633 i després va afegir el «de» prenent aquest nom perquè el seu avi matern havia servit a l'exèrcit com ruiter -cos de cavalleria pesant d'origen germànic que va aparèixer en els anys 1540-.
Per aplicació, bon comportament i coratge va ser ascendint fins a arribar a ésser capità del seu propi vaixell. La seva experiència nàutica incloïa l'experiència en baleners (1633-35) i una breu actuació com a corsari (1637).
L'1 de juliol 1636 es va casar per segona vegada. La seva esposa va ser Neeltje Engels, i el 1637 va donar a Michiel el seu primer fill, Adriaen (qui moriria el 1655).
Al desembre de 1640, Portugal es va rebel·lar contra la Monarquia Hispànica i els Estats Generals de les Províncies Unides van enviar vint vaixells per donar suport als rebels. El vaixell de Ruyter va ser contractat per prendre part de l'expedició i ell pròpiament va ser posat com almirall de la petita flota. L'única acció destacable de la missió va ser la intercepció d'una flota espanyola que carregava plata i una trobada inconclusa al Cap de São Vicente contra una flota espanyola superior. Aviat van sorgir conflictes entre les Províncies Unides i Portugal a les colònies, pel que l'esquadra que manava De Ruyter va tornar el 1642 i ell va decidir reintegrar-se a la marina mercant.
L'any 1650 l'esposa de De Ruyter va morir inesperadament. El 8 de gener de 1652 es va casar amb la vídua Anna van Gelder. Michiel, després d'haver recaptat una petita fortuna va pensar a retirar-se i viure de renda. Tanmateix els esdeveniments es precipitarien i forçarien el seu retorn a l'armada. L'any anterior, Anglaterra, havia signat la Primera Acta de Navegació que discriminava les exportacions neerlandeses. Entre ambdues nacions va sorgir una rivalitat que finalment va fer que esclatessin les hostilitats en l'estiu de 1652. Les Províncies Unides van decidir crear una gran armada i reclutar a tots els mariners capaços. De Ruyter va rebutjar la primera proposta de la que va ser objecte, perquè ja posseïa plans de futur, però se'l va urgir a replantejar-se la qüestió apel·lant al patriotisme.

### Primera guerra Anglo-Holandesa
Finalment Michiel de Ruyter va ser convençut i nomenat vicecomodor pel que havia de prestar assistència al vicealmirall Witte de With en el seu esquadró de la flota que comandava Maarten Harpertszoon Tromp.

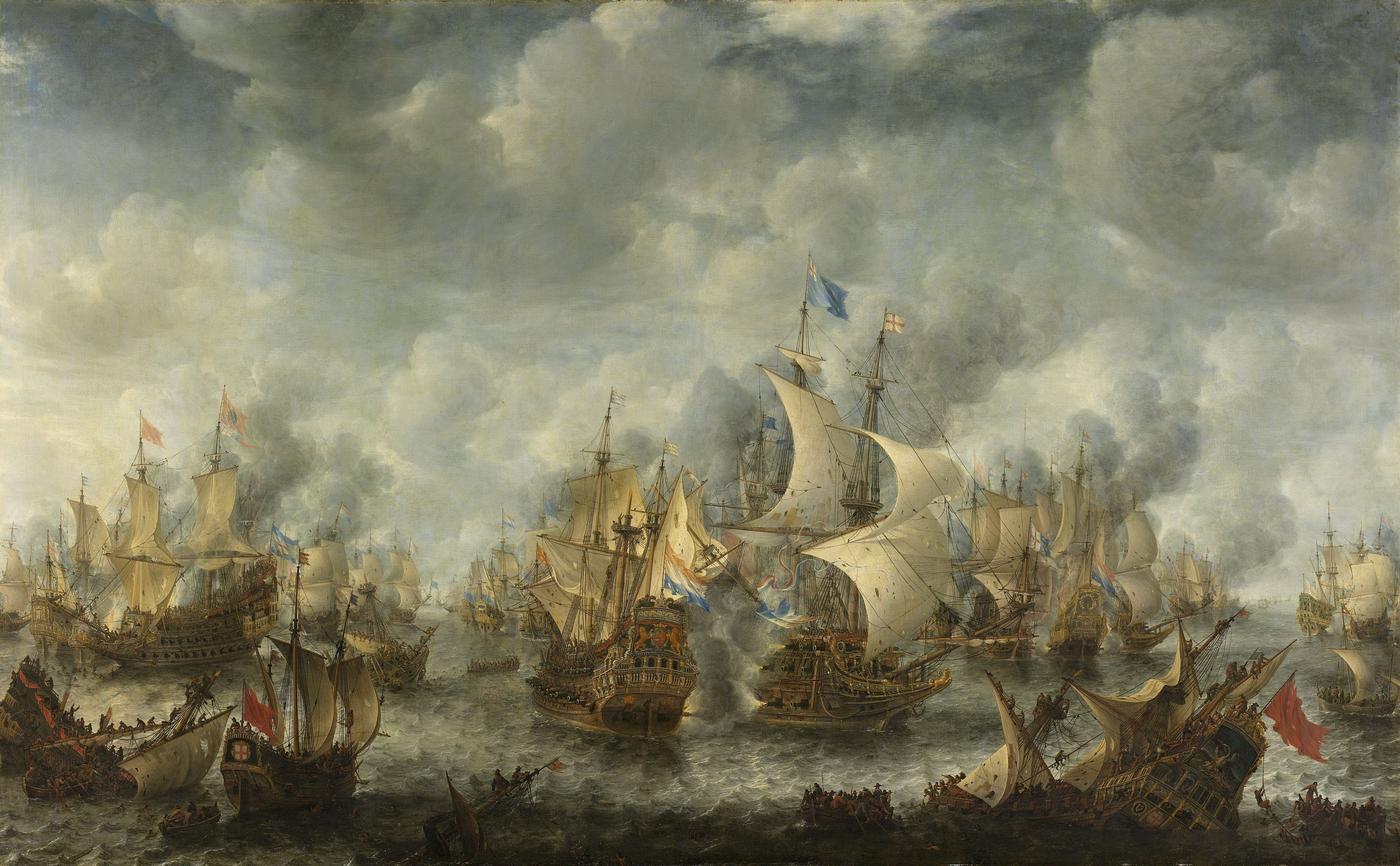
Batalla de Scheveningen. Obra de Jan Lievensz

El seu primer contacte amb la flota anglesa va tenir lloc el 26 d'agost de 1652 a la batalla de Plymouth quan el comboi que ell escortava va ser atacat per una flota anglesa comandada per George Ayscue. La batalla va acabar amb la seva victòria i va destruir part de la flota enemiga.
El 1653 va participar en tres batalles on va ocupar la rereguarda de la flota holandesa. La batalla dels Tres Dies (28 de febrer al 2 de març), la batalla de Gabbard (12-13 de juny) i la batalla de Scheveningen (8-10 d'agost) 5 en la qual Tromp va trobar la mort. Aquesta va ser l'última batalla de la guerra, ja que poc després es va signar el Tractat de Westminste que donava fi a la guerra. L'11 de novembre de 1653 va ser nomenat vicealmirall per l'Almirallat d'Amsterdam. Els següents anys els va passar navegant en expedicions per la mar Bàltica, l'Atlàntic nord i la Mediterrània en suport als interessos de les Províncies Unides. El 1660 va rebre un títol de noblesa danesa com a recompensa per l'ajut en la captura de l'illa de Fünen als suecs.

### Segona guerra Anglo-Holandesa
Davant la recuperació de les Províncies Unides després de la derrota en la Primera Guerra Anglo-Holandesa, Carles II d'Anglaterra va decidir disputar la supremacia comercial holandesa pel mig de les armes i va ordenar atacar les possessions colonials holandeses sense declaració de guerra. Aquesta acció va provocar que el gener de 1665 les Províncies Unides declaressin la guerra a Anglaterra.
La primera acció de la guerra va ser la batalla de Lowestoft (13 de juny de 1665) que va acabar amb la derrota de la flota holandesa comandada per van Wassenaar van Obdam qui va decidir enfrontar-se a una flota anglesa superior comandada per Jaume II d'Anglaterra i VII d'Escòcia, duc de York. La flota holandesa va perdre en aquesta batalla 17 vaixells i 4.000 homes -entre els quals es trobaven l'almirall i el segon al comandament, Egbert Meussen Cortanaer- mentre que els anglesos van perdre només un vaixell i 800 homes. Michiel de Ruyter estava absent durant la batalla, ja que abans de començar la guerra s'havia embarcat en una expedició que el portava per la Mediterrània, Amèrica i l'Àfrica. Va arribar a Delfzijl el 6 d'agost i va ser rebut com el salvador que havia de defensar la seva pàtria. L'11 d'agost de 1665 va ser ascendit a Tinent Almirall de la Flota de les Províncies Unides i nomenat Comandant en cap de l'armada. La seva primera acció va ser escortar a un comboi de la Companyia Neerlandesa de les Índies Orientals que va partir des de Bergen per al que es va posicionar a l'estuari del Tàmesi per salvaguardar la flota mercant.

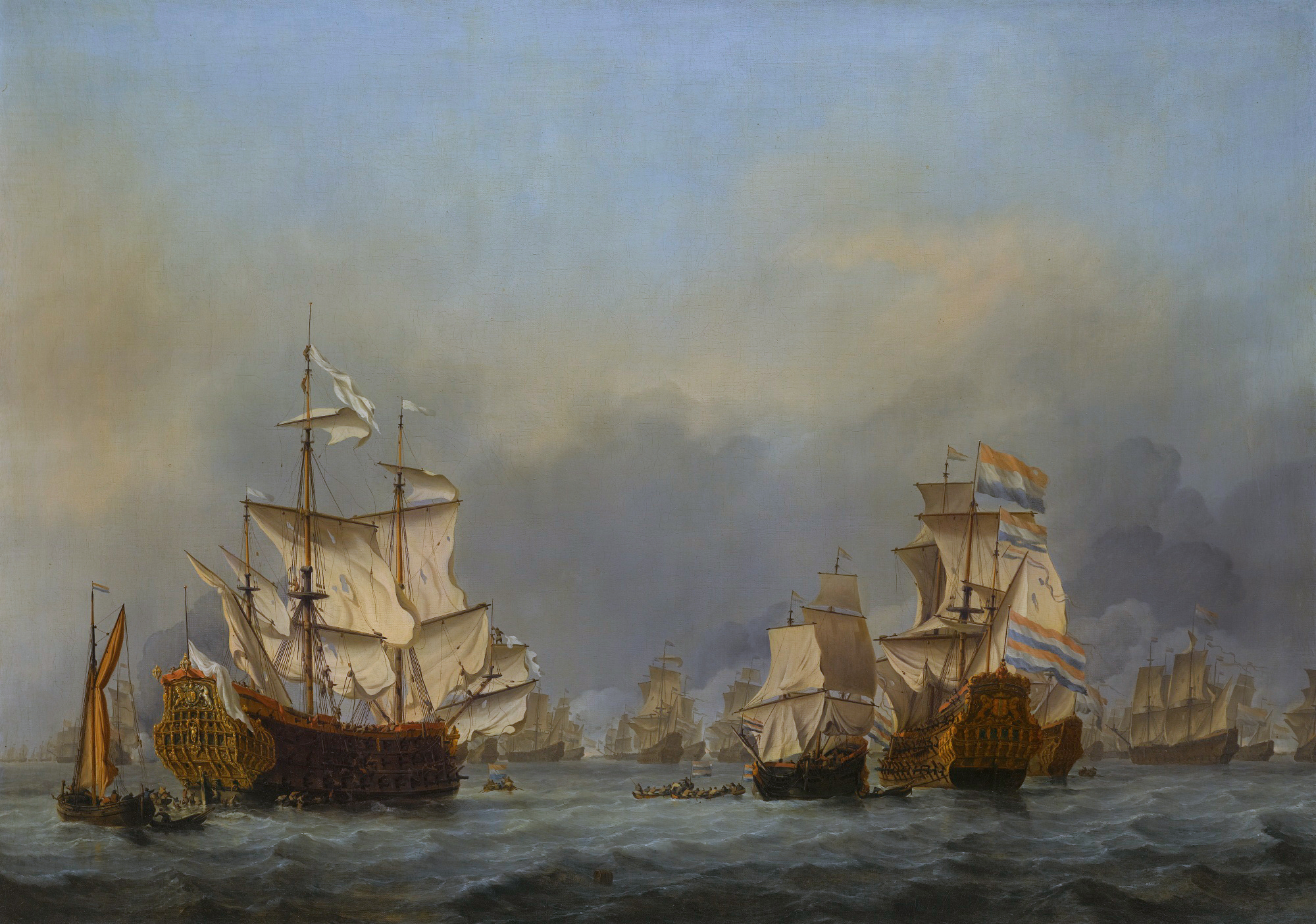
Batalla dels Quatre Dies. Obra de Willem van de Velde el Jove

L'any 1666 es va enfrontar per primera vegada a l'armada anglesa com a comandant en cap en la batalla dels Quatre Dies (11-14 de juny de 1666) a on va derrotar una armada dirigida per George Monck i el príncep Rupert del Rin. En aquesta batalla la flota holandesa va destruir 17 vaixells anglesos i hi va causar 8.000 baixes a costa de perdre 6 vaixells i 2.000 homes.
Els anglesos ràpidament van armar una altra flota i es van tornar a enfrontar a l'armada de Michiel de Ruyter en la batalla dels Dos Dies (4-5 d'agost de 1666). En aquesta ocasió Ruyter va ser derrotat però només va perdre 2 vaixells. La circumstància va ser aprofitada per la flota anglesa que poc després va cremar 150 vaixells mercants holandesos.
Ruyter torna al mar cercant la trobada amb la flota enemiga però l'arribada de l'hivern fa que la flota hagi de tornar al port.

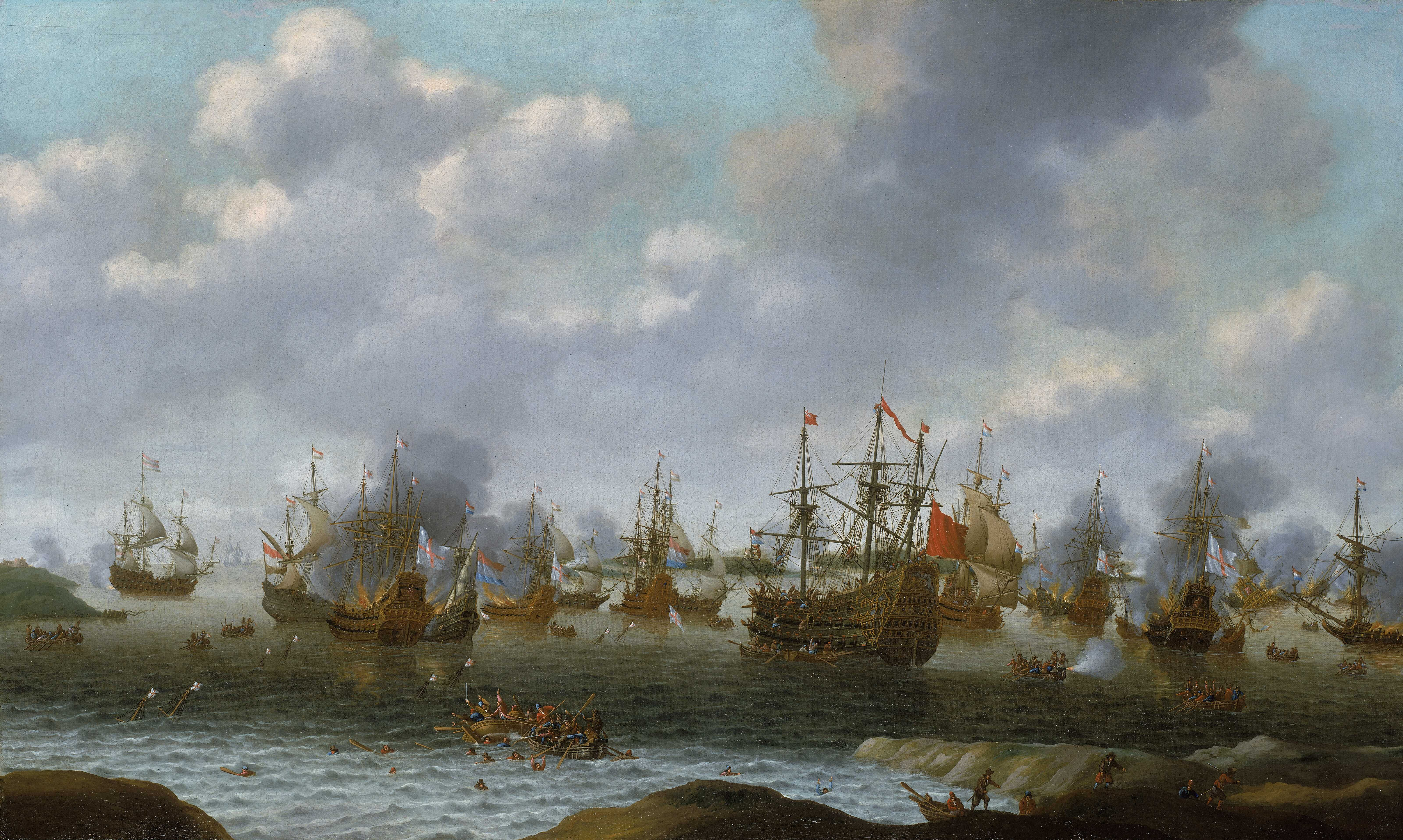
Atac al Medway per Pieter Cornelisz van Soest

Per a la següent campanya, Michiel de Ruyter, aconsegueix reunir a Texel 24 vaixells de línia, 20 velers petits i 15 brulots i amb aquesta flota parteix el juny de 1667. Cornelis de Witt acompanya la flota com a representant dels Estats Generals. El 20 de juny captura el fort de Sheerness a l'estuari del riu Medway. Els holandesos decideixen remuntar riu amunt, cremant vuit vaixells de guerra anglesos i capturant el «Royal Charles», el vaixell insígnia de la flota anglesa.Aquesta acció va ser un brillant cop que va tenir uns ràpids efectes. A Londres es va apoderar el pànic de la població que va exigir la signatura de la pau.
Durant les setmanes següents la flota holandesa va mantenir el bloqueig en l'estuari del Tàmesi. Després d'un atac infructuós contra el fort Landguard, a la vora de Harwich (10-13 de juliol), Michiel de Ruyter va dividir les seves forces en dos. Una part, sota Aert van Nes es va ocupar de mantenir el bloqueig del Tàmesi mentre Ruyter es va introduir en el riu fent a la població reviure el pànic.
A la fi d'agost, quan encara es trobava en el riu, de Ruyter es va assabentar de la signatura del Tractat de Breda pel que es posava fi a la guerra amb uns termes favorables a les Províncies Unides.

### Tercera guerra Anglo-Holandesa

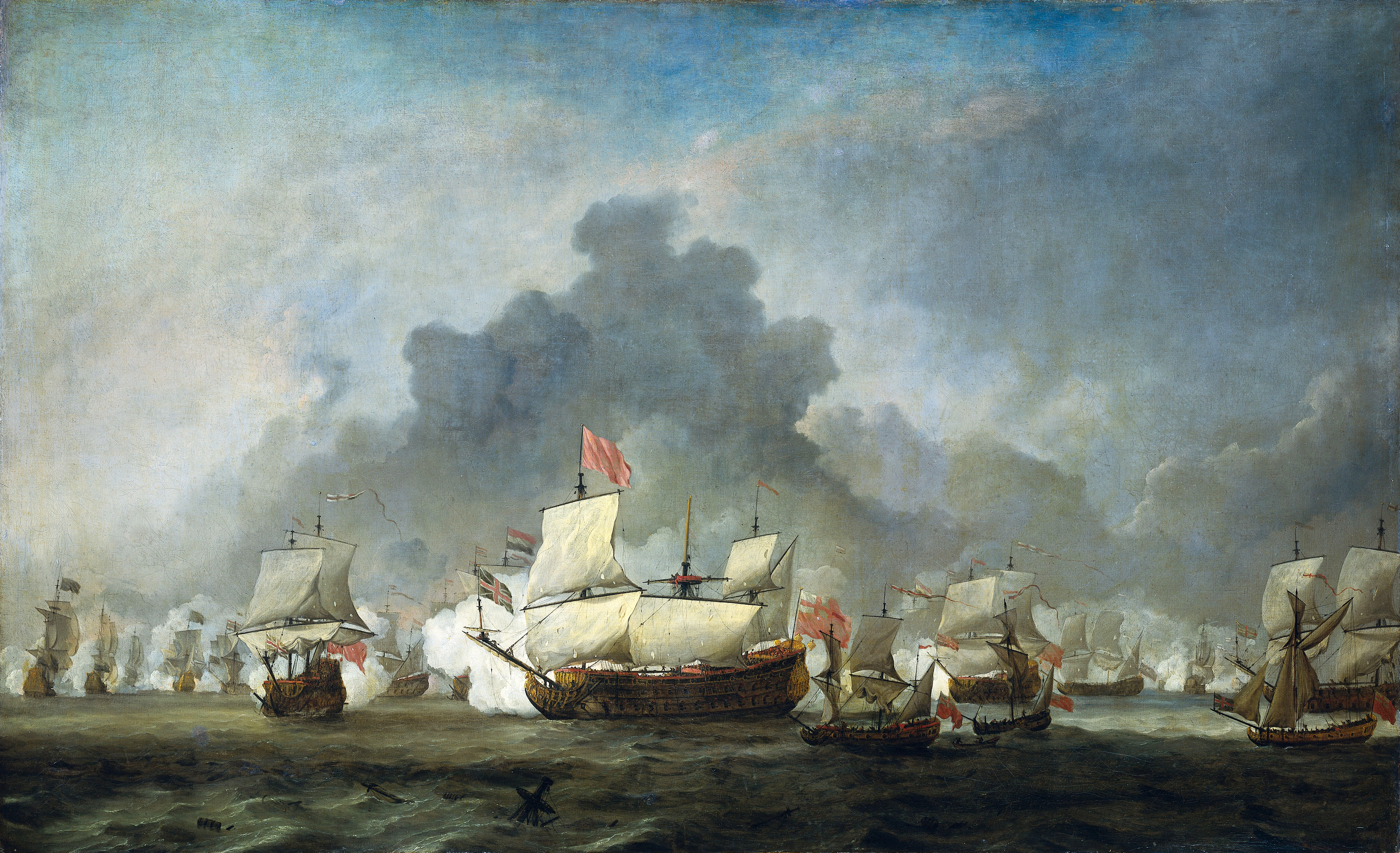
Batalla de Solebay per Willem van de Velde el Vell.

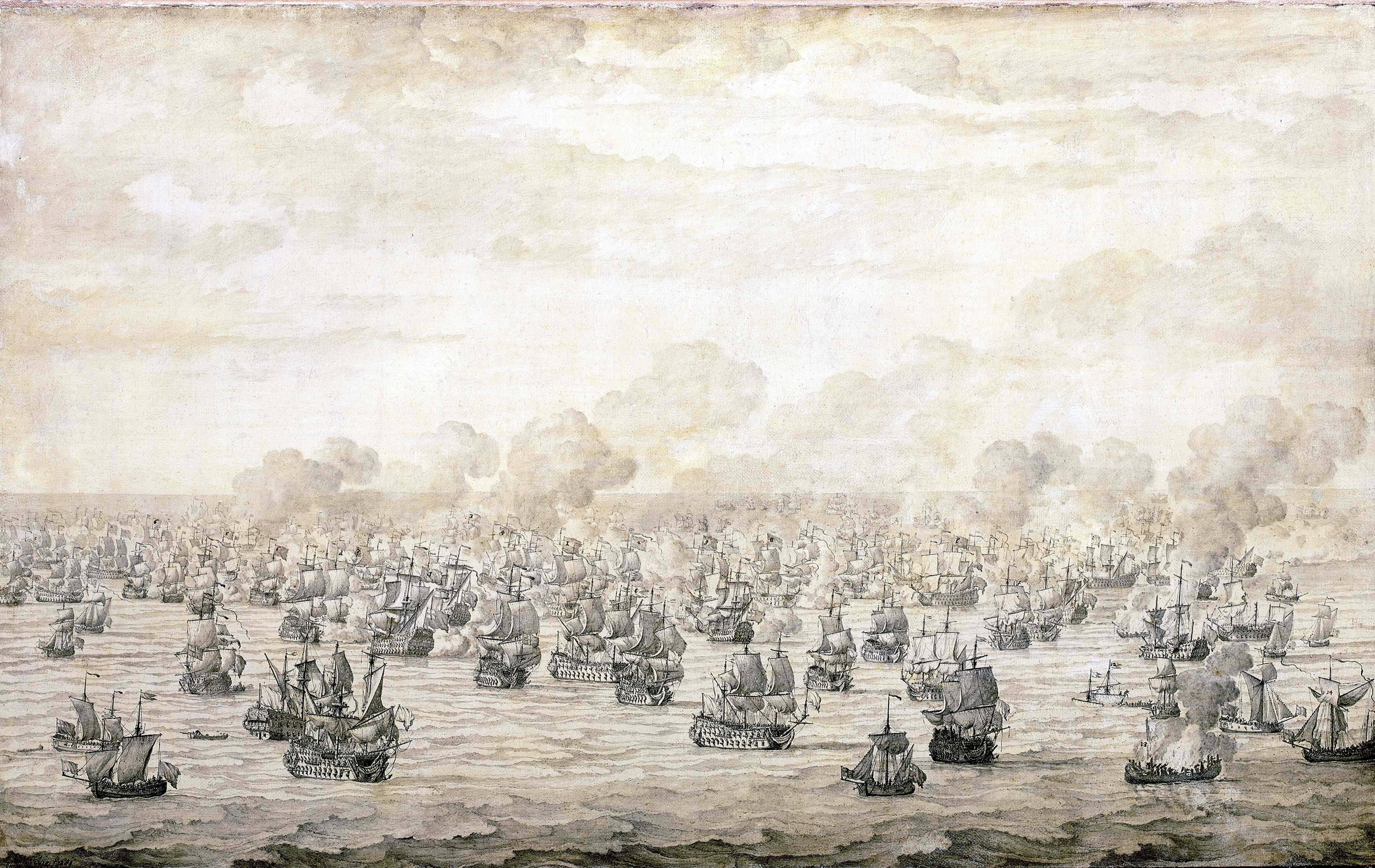
Primera Batalla de Schooneveld, per Willem van de Velde el Vell.

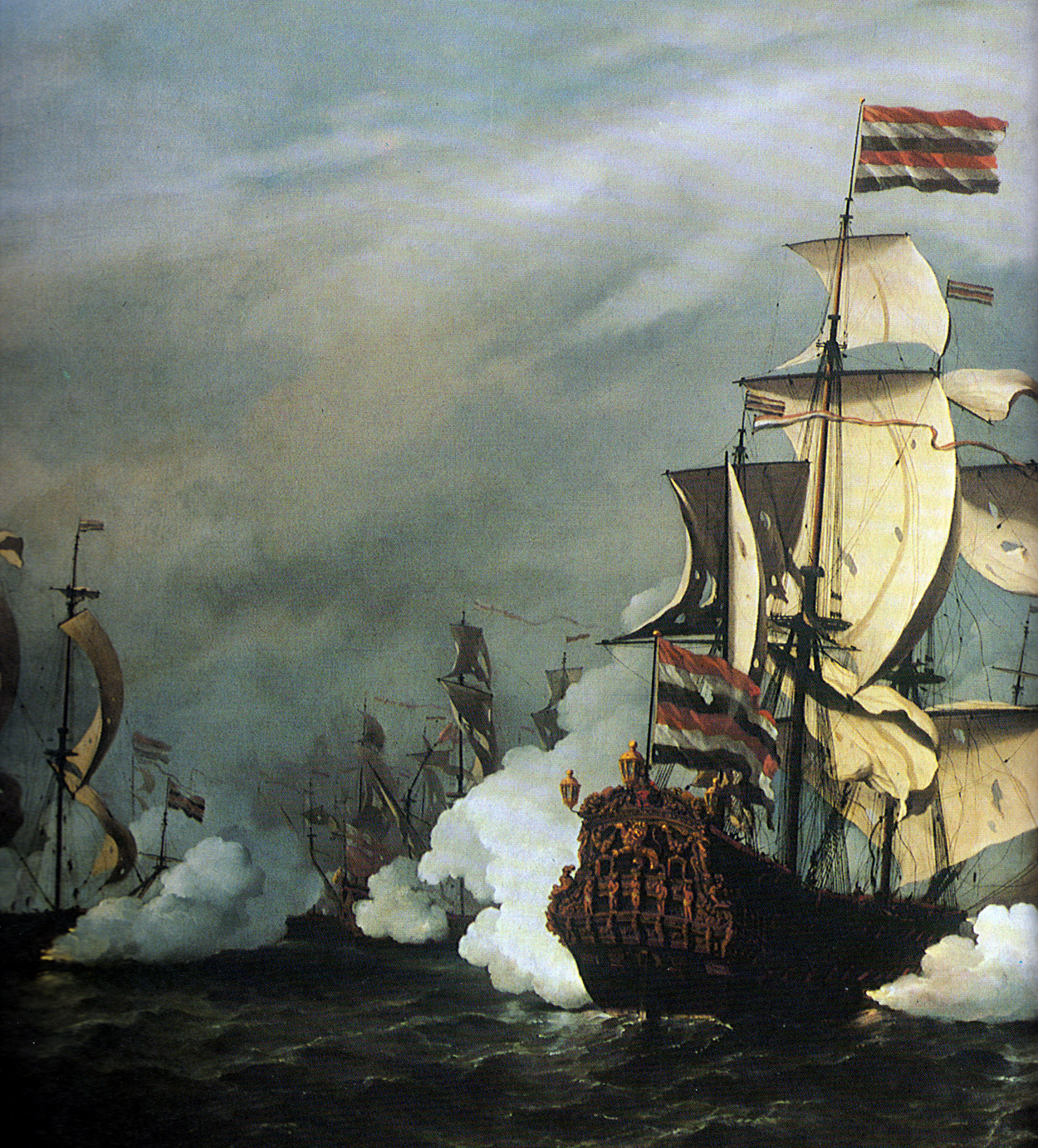
Batalla de Texel, per Willem van de Velde el Jove

L'any 1670 Lluís XIV de França va concloure en secret un tractat amb Carles II d'Anglaterra per atacar les Províncies Unides.
Lluís XIV va iniciar l'ofensiva, després d'aconseguir el suport dels prínceps de Colònia i Münster, al maig de 1672. L'ofensiva francesa va ser fulgurant i només l'obertura dels dics va poder aturar l'avenç invasor. Michiel de Ruyter va ser posat al comandament de la flota de les Províncies Unides. Va haver d'esperar per copejar la flota anglo-francesa, numèricament superior, que estava posada sota el comandament del Duc de York i del comte Jean D'Estrées.
L'ocasió de plantejar batalla se'l va presentar quan la flota enemiga es trobava ancorada a Solebay, en la costa de Suffolk. La flota anglo-francesa estava formada per 150 velers, inclosos 71 vaixells de línia. De Ruyter va aprofitar la sorpresa i va atacar al matí del 7 de juny, atacant sobrevent, amb 130 vaixells, incloent-hi 62 de línia. El vespre va aturar la batalla de Solebay, en la que els holandesos van infringir dures pèrdues als anglo-francesos.
Malgrat aquesta victòria, De Ruyter va haver de mantenir-se a la defensiva, ja que un terç del destacament de soldats que posseïa la flota va haver de destinar-se a terra a causa de les dificultats que presentava la lluita contra els francesos. La flota anglo-francesa es va mantenir a mar fins a juny intentant interceptar els combois holandesos i Michiel de Ruyter va comandar les defenses marítimes d'Amsterdam. Amb l'arribada de la primavera va tornar al mar. Al maig de 1673 Michiel de Ruyter va navegar cap al Tàmesi amb l'objectiu de bloquejar el riu i evitar la unió de la flota anglesa amb la francesa. La flota amb la qual comptava era petita i estava composta per 31 vaixells de línia, 20 fragates, 18 brulots i diversos vaixells petits. La sortida al mar d'una gran flota anglesa que va trencar el bloqueig va fer cancel·lar totes les operacions planejades. Després d'aquest contratemps, De Ruyter va decidir reunir la seva flota a Schooneveld, situat entre els bancs de sorra de Zelanda i els flamencs. La flota es va enfortir amb l'arribada de 7 velers des d'Amsterdam. La flota anglo-francesa, composta per 100 velers, 76 d'ells vaixells de línia, es van dirigir cap a la flota holandesa amb la intenció d'acabar amb ella.
El 7 de juny de 1673 va tenir lloc la Primera batalla de Schoolneveld. Michiel de Ruyter va ser capaç de trencar la línia de la flota francesa però la batalla no va acabar amb una victòria decisiva encara que la flota holandesa va millorar la seva situació i la flota anglo-francesa es va veure més compromesa, lluny de les seves bases d'aprovisionament i amb el vent en contra que no li deixava tornar a l'est.
Durant la nit la flota de les Províncies Unides va arreglar els desperfectes de la flota i l'endemà al matí De Ruyter va preparar un nou atac però, un canvi en la direcció del vent, va fer inviable un nou combat.
Les condicions desfavorables van continuar fins al 14 de juny quan la flota holandesa va començar la Segona batalla de Schoolneveld que es va produir mentre la flota anglo-francesa intentava regressar a la costa anglesa.
A l'agost la flota anglo-francesa va tornar a intentar la invasió marítima amb una flota de noranta fragates i vaixells de línia sota el comandament del Duc de York. De Ruyter amb 75 vaixells va interceptar la flota i a la batalla de Texel (21 d'agost de 1673) va tornar a repel·lir la invasió.
Aquesta va ser l'última batalla de la Tercera guerra Anglo-Holandesa. Carles II d'Anglaterra es va veure obligat, per l'opinió pública, a signar la Segona Pau de Westminster al febrer de 1674.

### Guerra francoholandesa

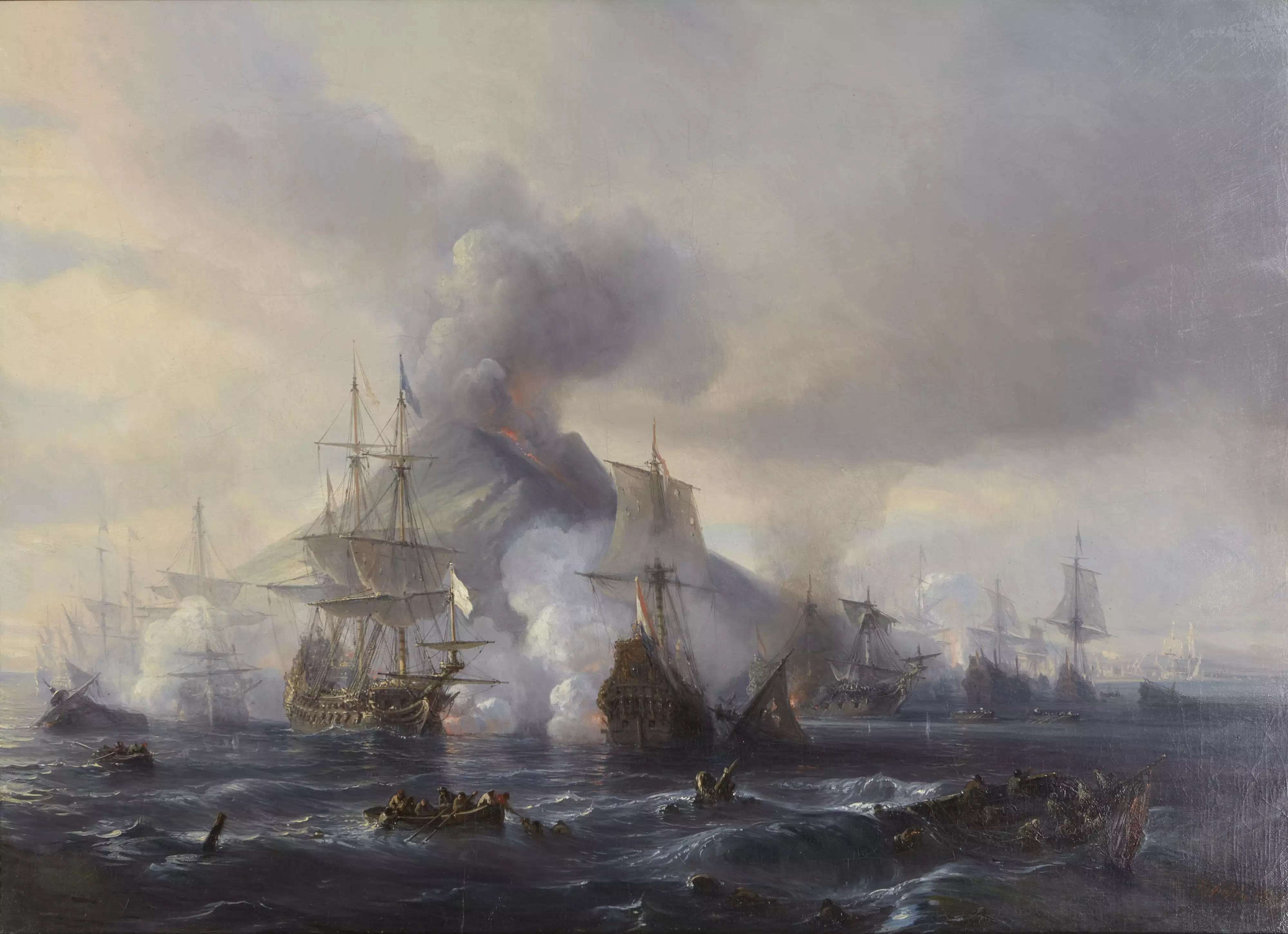
Batalla de Stromboli. Obra de Jean Antoine Gudin.

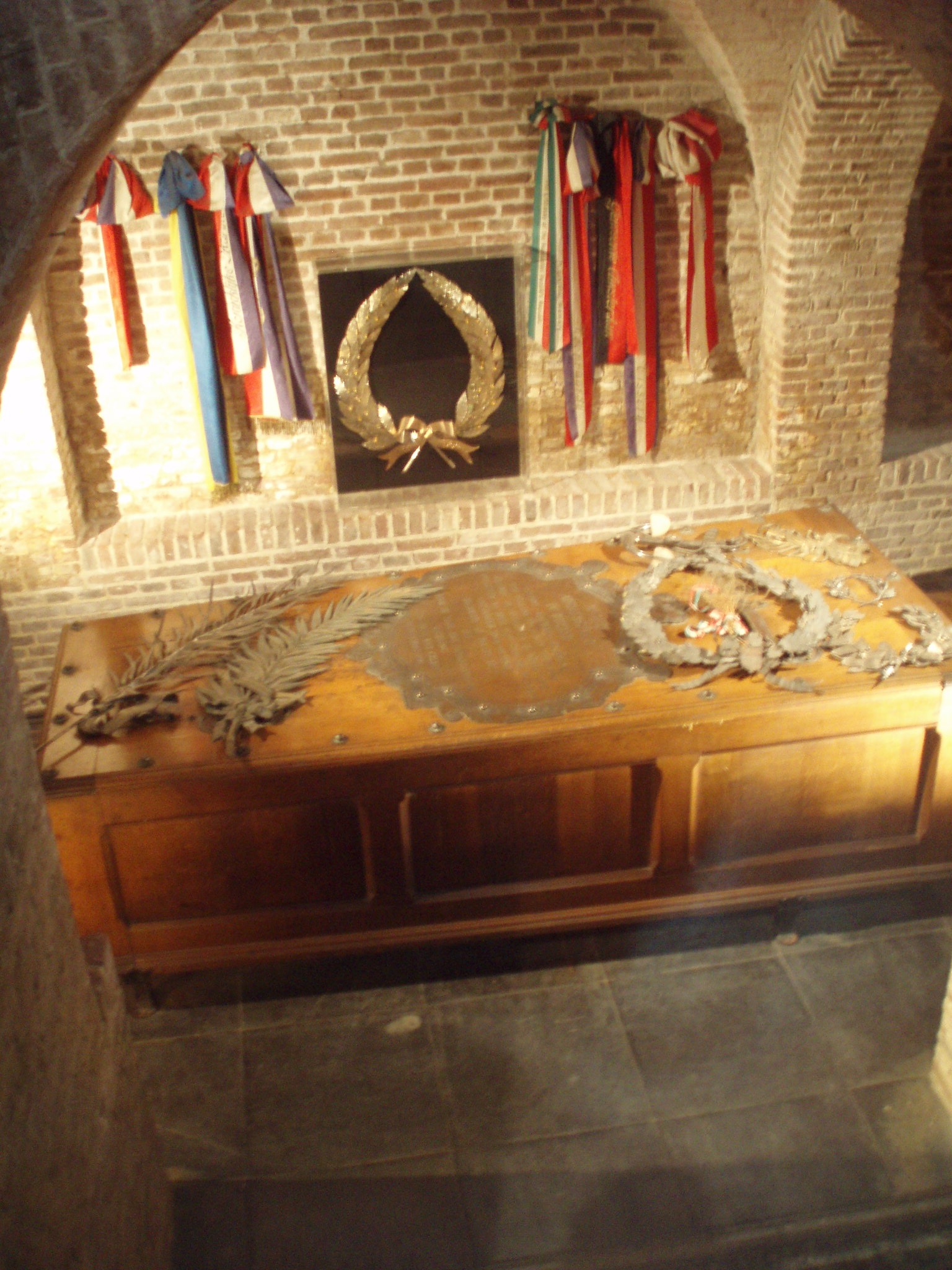
Sepulcre de Michiel de Ruyter a Nieuwe Kerk (Àmsterdam).

Malgrat el final de la guerra amb Anglaterra, la guerra amb França va continuar. Com l'Imperi Espanyol es va unir a la guerra amb les Províncies Unides es va decidir enviar una flota al Mediterrani per donar suport a la flota espanyola en la defensa de Sicília contra una possible invasió francesa.
Al desembre de 1675 De Ruyter va navegar fins al Mediterrani amb quinze fragates de línia.
El 8 de gener de 1676, després de prendre el control de la flota hispano-holandesa de 19 fragates de línia es va enfrontar en Stromboli, una petita illa al nord de Sicília, a la flota francesa de 20 vaixells comandada per l'Almirall Abraham Duquesne. Atacant a sobrevent la flota francesa va ser derrotada per Michiel de Ruyter a la batalla de Stromboli.
El 22 d'abril de 1676 va tenir lloc la següent trobada entre la flota hispano-holandesa i la francesa. El centre aliat estava comandat per Francisco de la Cerda i Michiel de Ruyter es trobava a l'avantguarda i Jan d'Haen a la rereguarda. De Ruyter va poder penetrar en l'avantguarda francesa però Francisco de la Cerda no va recolzar convenientment l'atac, per la qual cosa l'ala esquerra francesa va embolicar l'avantguarda que es va trobar entre dos focs. La batalla d'Agosta  va acabar inconclusa però en el seu curs Michiel de Ruyter va ser ferit a la seva cama, morint dies més tard a causa de la gangrena, el 29 d'abril de 1676 en el port de Siracusa.
El cos de Michiel de Ruyter va ser traslladat a les Províncies Unides. Lluís XIV va donar ordres perquè fos saludat amb salves d'artilleria cada vegada que el comboi que traslladava el seu cos passara per ports francesos.
Michiel Andriaenszoon de Ruyter va ser enterrat a Nieuwe Kerk (Àmsterdam) el 18 de març de 1677.

## L' "Art de la Guerra" de Michiel de Ruyter
Michiel de Ruyter va ser molt respectat pels seus mariners i soldats, que van utilitzar l'expressió d'afecte Bestevaer ("Avi") per parlar d'ell, tant a causa del seu menyspreu per la jerarquia (ell pròpiament era d'origen humil) com per la seva negativa a retractar-se del risc i de les empreses audaces malgrat la seva naturalesa, per regla general, prudent.
Durant els seus anys d'experiència en la marina mercant i com corsari va adquirir una notable experiència en la utilització de l'abordatge a la guerra naval però en el que realment va sobresortir, Michiel de Ruyter, va ser en l'adopció de les tàctiques de maniobra en paral·lel, en línia i en trencar la línia enemiga que havien estat apuntades per Piet Heyn i Maarten Tromp.
Sis vaixells de la Reial Armada d'Holanda han estat nomenats HNLMS De Ruyter i set porten el nom del seu vaixell insígnia HNLMS De Zeven Provinciën.